# Doły (Kostrzyna)
Doły – część wsi Kostrzyna w Polsce położona w województwie śląskim, w powiecie kłobuckim, w gminie Przystajń. 
W latach 1975–1998 Doły administracyjnie należały do województwa częstochowskiego.